# 木南卓一
木南 卓一（きなみ たくいち、1925年 -2016年12月5日）は、日本の東洋思想学者。

## 略歴
大阪府生まれ。1948年京都帝国大学文学部中国哲学科卒業。1970年「朱子学の本質」で京都大学文学博士。帝塚山大学教養部助教授、教養学部教授、1996年定年退任、名誉教授となった。

## 著書
- 『慈雲尊者 生涯とその言葉』三密堂書店 1961
- 『池田草庵先生 生涯とその精神』池田草庵百年祭記念事業実行委員会 1976
- 『相馬九方』アートビジネスセンター 1978
- 『論語集註私新抄』明徳出版社 2001
- 『楠葉だより もののあはれと求道精神』第1～4篇 明徳出版社 2002‐12
- 『中江藤樹私新抄』明徳出版社 2008
- 『貝原益軒私新抄』明徳出版社 2009

### 編共著
- 『慈雲の書』編 北川白州堂 1963
- 『洗硯趣味』井上研山共著 蒼竜社 1965
- 『法楽寺 平重盛・慈雲尊者』永井路子共著 法楽寺 1978
- 『雲伝神道研究』編 三密堂書店 1988
- 慈雲尊者『雲伝神道集』編 三密堂書店 1988

## 参考
- [ISBN 978-4-89619-795-2]